# Частное (математика)
Частное в арифметике — результат операции деления делимого на делитель, который может быть как целым числом, так десятичной или обыкновенной дробью.
Чаще всего записывается как два числа, разделённых горизонтальной чертой:
{\displaystyle {\dfrac {1}{2}}\quad {\begin{aligned}&\leftarrow {\text{делимое}}\\&\leftarrow {\text{делитель}}\end{aligned}}{\Biggr \}}\leftarrow {\text{частное}}}
Либо с использованием знака деления ÷, либо слэша /.
Иногда частным зовут целочисленную часть результата операции деления, то есть то количество раз, которое делитель может быть извлечён из делимого без того, чтобы остаток ушёл в минус.
Иррациональные числа, например, отношение диагонали к стороне квадрата, не являются частным операции деления 2 целых чисел.
Пример кода для реализации вывода частного на C++:
```
#include <iostream>
using namespace std;

int main()
{    
    int делимое, делитель, частное, остаток;

    cout << "Введите делимое: ";
    cin >> делимое;

    cout << "Введите делитель: ";
    cin >> делитель;

    частное = делимое / делитель;
    остаток = делимое % делитель;

    cout << "Частное = " << частное << endl;
    cout << "Остаток = " << остаток << endl;

    return 0;
}
```